# Jaques Berger (artiste suisse)
Pour les articles homonymes, voir Jacques Berger et Berger (homonymie).
Jaques Berger, né à Villeneuve le 20 octobre 1902 et mort à Lausanne le 4 septembre 1977, est un artiste peintre, dessinateur et lithographe vaudois.

## Biographie
Jaques Berger commence des études de Lettres qu'il abandonne pour suivre les cours de Atelier Georges Aubert à Lausanne. De 1953 à 1968, il enseigne à l'école cantonale des beaux-arts à Lausanne. 
Jaques Berger est l'un des pionniers de l'abstraction et de l'enseignement artistique moderne en Suisse romande. Après des débuts d'inspiration cubiste et surréaliste, il revient à la figuration en 1936. Il reçoit plusieurs commandes de peintures murales dès 1943 (dont celle à l'hôtel Beau-Séjour, Lausanne). Dès 1954, il participe au renouveau de la peinture abstraite en Suisse (Biennale de Venise, 1958) tendant ensuite, avec ses petits formats peints à la colle, vers une recherche gestuelle de signes réduits à l'essentiel.
Il préside de 1939 à 1942 la Société suisse des peintres, sculpteurs et architectes. 

## Expositions
- Musée d'art de Pully, « Le geste nu », 2019.

## Sources
- « Jaques Berger », sur la base de données des personnalités vaudoises sur la plateforme « Patrinum » de la Bibliothèque cantonale et universitaire de Lausanne.
- Pierre-André Lienhard, « Jaques Berger (artiste suisse) » dans le Dictionnaire historique de la Suisse en ligne.
- Françoise Jaunin, Jaques Berger : quelques secondes d'éternité : hommage, In: Voir. - Lausanne. - No 87 (1992), p. 34-35
- Jaques Berger : œuvre lithographié : catalogue raisonné établi par Nicolas Rutz en collab. avec José-Flore Tappy, Lausanne : Éd. Prolitho, 1984 155 p.
- Sylvio Acatos, Philippe Junod, Nicolas Rutz, Jaques Berger : aspects de l’œuvre tardif : 1969-1977, Lausanne, Marendaz, 1982
- Musée d'art de Pully, Jaques Berger, Le geste nu
- Jaques Berger, le peintre vaudois qui voulait échapper au contrôle de l'oeil, RTS, 30 janvier 2019
- DBAS, 96-97